# Ełcka Kolej Wąskotorowa
Ełcka Kolej Wąskotorowa (wcześniej Ełcka Kolej Dojazdowa, niem. Lycker Kleinbahn) – jest jedną z nielicznych kolei tego typu na terenie Polski, funkcjonującą do dziś. Jej głównym zadaniem był przewóz mieszkańców okolicznych wsi do Ełku, czasem transportowano również towary. Jej działalności nie przerwała II wojna światowa ani zmiana przynależności państwowej – aż do lat 90. XX wieku nadal służyła jako regionalne źródło transportu. W 1991 roku Ełcka Kolej Wąskotorowa została uznana za zabytek. Od 2002 roku prowadzi jedynie kursy turystyczne.

## Historia

### Pierwsze lata
Ełcka kolej wąskotorowa powstała na zlecenie starosty ełckiego Carla Suermondta w latach 1910–1918, wybudowana metodą kroczącą przez towarzystwo akcyjne Lycker Kleinbahn Aktiengesellschaft. Powstała linia jednotorowa, o szerokości torów 1000 mm (dzięki specjalnej technice możliwy jest przewóz wagonów normalnotorowych). Całkowita jej długość wynosi 47,66 km. Główna linia liczy sobie 37,98 km z Ełku do Turowa (wówczas położonego nad granicą z Rosją). W pobliżu miejscowości Laski Małe znajduje się odgałęzienie do Zawad-Tworków o długości 9,68 km. Pierwszy fragment EKW, o długości 24,76 km odcinek do miejscowości Borzymy wraz z 9,7 km odgałęzieniem do m. Zawady-Tworki, otwarto już 23 października 1913.

### I wojna światowa
Drugi odcinek po wyparciu Rosjan (trwała I wojna światowa) 1 grudnia 1915 – 13,22 km odcinek Borzymy – Turowo. Przewozy pasażerskie i towarowe wznowiono na EKW po ostatecznym usunięciu zniszczeń wojennych na tym terenie, co nastąpiło 5 października 1918. W 1938 r. przewieziono 29 026 ton towarów i 54 837 pasażerów. W 1939 roku tabor posiadał 5 parowozów, 9 wagonów pasażerskich, 2 wagony pocztowe i 37 wagonów towarowych.

### II wojna światowa i PRL
Kolejnych zniszczeń dokonała ofensywa radziecka podczas II wojny światowej – szczęśliwie ocalały jednak wszystkie parowozy. Kolej została po wojnie włączona w struktury PKP jako Ełcka Kolej Dojazdowa. W 1951 r. przekuto tory na 750 mm. Aż do lat 60. na trasie kursowały lokomotywy parowe, a od 1968 doszły 2 lokomotywy spalinowe Lyd1, zastępując parowozy. Parowozy powróciły na Ełcką Kolej Dojazdową w latach 90. XX wieku do obsługi pociągów turystycznych. Na początku lat 90. organizowano jedynie kilka pociągów turystycznych rocznie, a od 1993 roku rozpoczęto regularne przewozy turystyczne, organizując w tym roku 43 takie pociągi, w kolejnym 31, a w 1995 roku – 115 pociągów. Mimo popularności wśród mieszkańców oraz turystów, dochody EKD nie pokrywały wydatków – nowa sytuacja polityczno-gospodarcza sprawiła, że przed ełcką wąskotorówką stanęło, mimo wpisania na listę zabytków, widmo upadku.

### Okres współczesny
W 2001 PKP podjęła decyzję o likwidacji linii – rok później przejął ją Urząd Miasta w Ełku i przekazał Miejskiemu Ośrodkowi Sportu i Rekreacji jako Ełcką Kolej Wąskotorową. W historii EKW rozpoczął się nowy etap. Obecnie pociągi jeżdżą na trasie Ełk Wąskotorowy – Sypitki. Od 1 marca 2014 r. Ełcką Koleją Wąskotorową zarządza Muzeum Historyczne w Ełku.
W roku 2016 przewieziono 18 605 osób, w 2017: 22 768 osób, a w roku 2018 – 21 628 osób. Do końca 2019 roku przewieziono 13 140 osób, zaś w roku 2020 przewieziono 6726 osób.  

## Stacja, muzeum
Na ulicy Wąski Tor 1 w Ełku znajduje się osobna stacja kolei wąskotorowej – Ełk Wąskotorowy, położona w pobliżu głównej stacji kolejowej. W budynku dworca od 10 września 2018 roku siedzibę ma Muzeum Historyczne w Ełku, poświęcone historii miasta i Mazur oraz osobna wystawa poświęcona kolejnictwu, a także Park Odkrywców Kolei.

## Kalendarium Kolei Wąskotorowej
- 1905 – opracowanie projektu budowy ełckiej kolei wąskotorowej
- 1912 – rozpoczęcie budowy i powstanie Lycker Kleinbahn
- 1913 – otwarcie linii Ełk – Borzymy i Laski Małe – Zawady
- 1918 – otwarcie ruchu publicznego na wszystkich liniach
- 1945 – przejęcie kolei DOKP w Olsztynie i powołanie Ełckiej Kolei Wąskotorowej
- 1951 – przebudowa torów z 1000 na 750 mm
- 1957 – powstanie Zarządu Kolei Dojazdowej przy DOKP w Olsztynie i powołanie Ełckiej Kolei Dojazdowej
- 1975 – wprowadzenie trakcji spalinowej
- 1991 – wpisanie całej ełckiej kolei do rejestru zabytków
- 1992 – wprowadzenie do eksploatacji transporterów
- 1993 – wprowadzenie pociągów turystycznych z trakcją parową
- 2001 – wstrzymanie ruchu pociągów przez PKP
- 2002 – przejęcie przez samorząd miejski w Ełku, rozpoczęcie działalności turystycznej
- 2009 – projekt „Modernizacja Ełckiej Kolei Wąskotorowej na Potrzeby Turystyki” obejmujący remont obiektów i infrastruktury na terenie stacji Ełk Wąskotorowy oraz przystanku Sypitki realizowany ze środków Unii Europejskiej (EFRR)
- 2011 – projekt “Nasze Dziedzictwo-Ełcka Kolej Wąskotorowa” obejmujący remont obiektów i infrastruktury na terenie stacji Ełk Wąskotorowy ze środków Unii Europejskiej (EFRR)
- 2014 – przejęcie kolei przez Muzeum Historyczne w Ełku od MOSiR Ełk
- 2018 – przeniesienie siedziby Muzeum Historycznego w Ełku do budynku dworca, otwarcie Parku Odkrywców Kolei, przebudowa przystanku Sypitki

## Obecny tabor
- Parowóz Px48-1752 (czynny)[9]
- Parowozy Las na tor 600 mm – 2 sztuki
- Parowóz normalnotorowy Ty2-1285
- Parowóz normalnotorowy Ol49-11
- Wagony osobowe wąskotorowe na tor 750 mm typu 1Aw – 5 sztuk z lat 1954–1957
- Wagon motorowy MBxd1-133
- Wagony motorowe MBxd2
- Wagon brankard – 1950 r.
- Wagony transporterowe
- Pruski wagon pocztowy normalnotorowy z końca XIX wieku
- Wagon kolejowej straży pożarnej
- Wagon wąskotorowy węglarka z 1909 r.
- Żuraw do nawęglania parowozów z 1913 r.
- Ręczne drezyny wąskotorowe (jedna z 1930 r.)
- Wąskotorowy pług odśnieżny z 1908 r.
- lokomotywa spalinowa Lxd2 (nieczynna)
- lokomotywy spalinowe Lyd1 – 5 sztuk, część czynna.

## Galeria

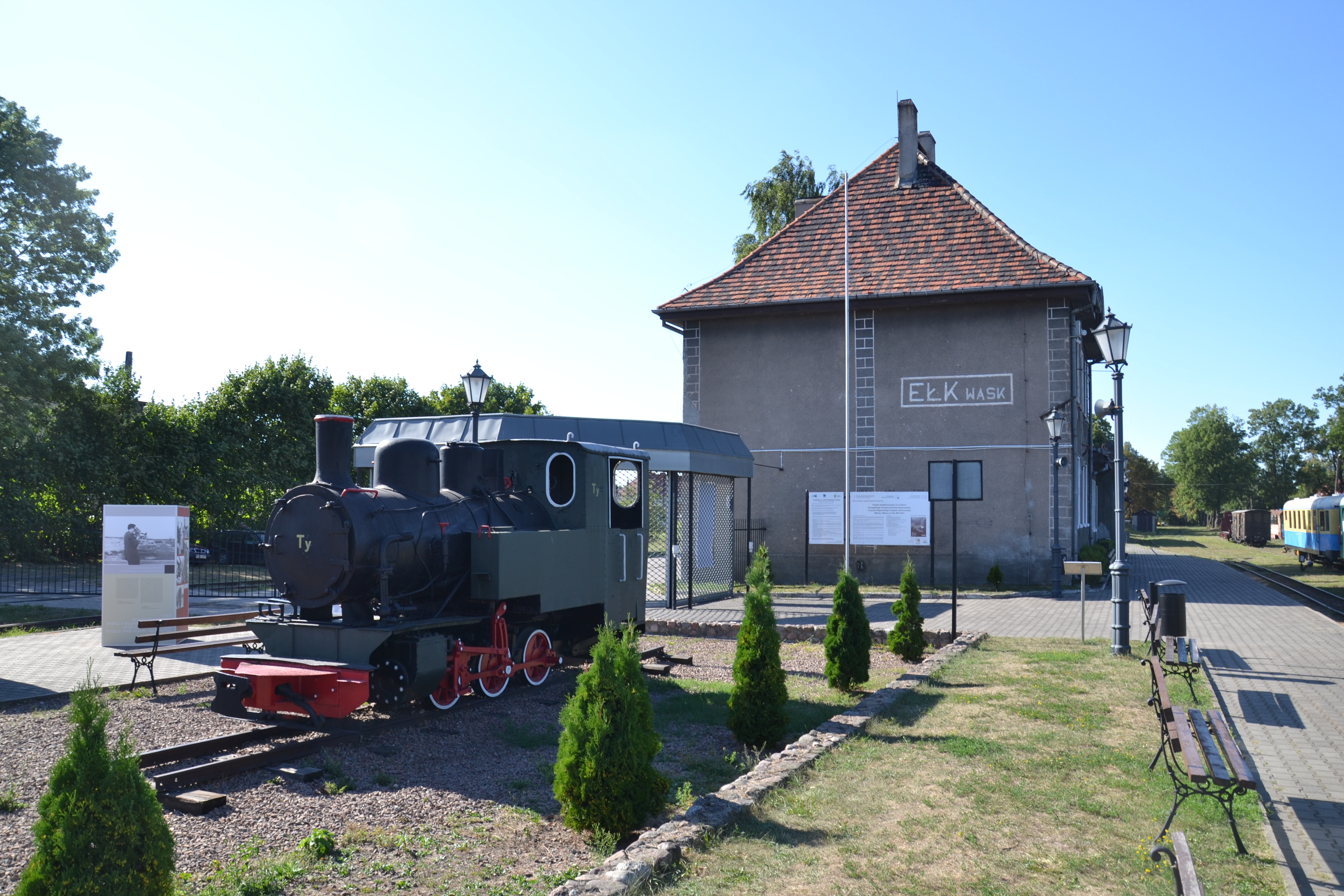
Stacja Ełk Wąskotorowy
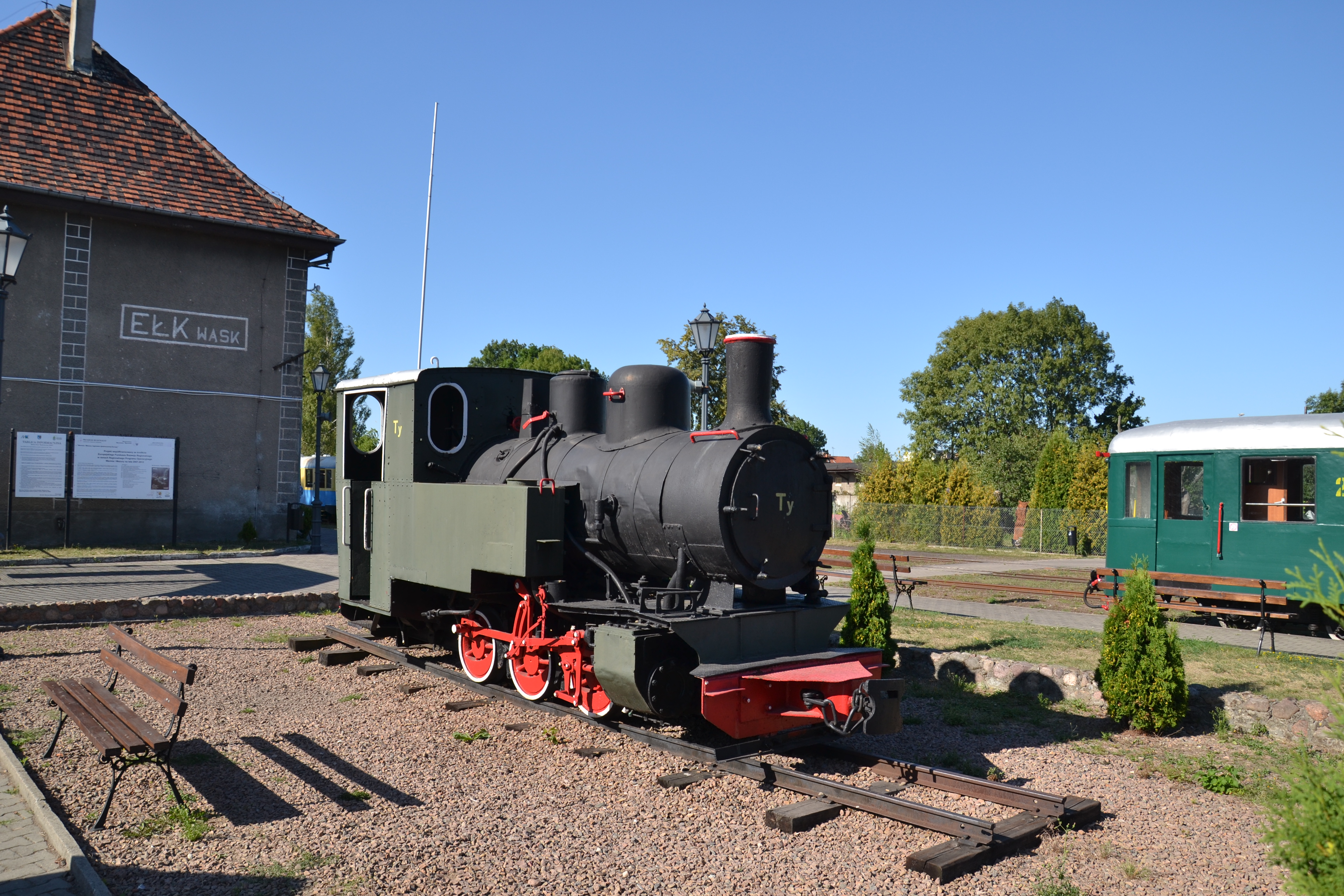
Parowóz Las47
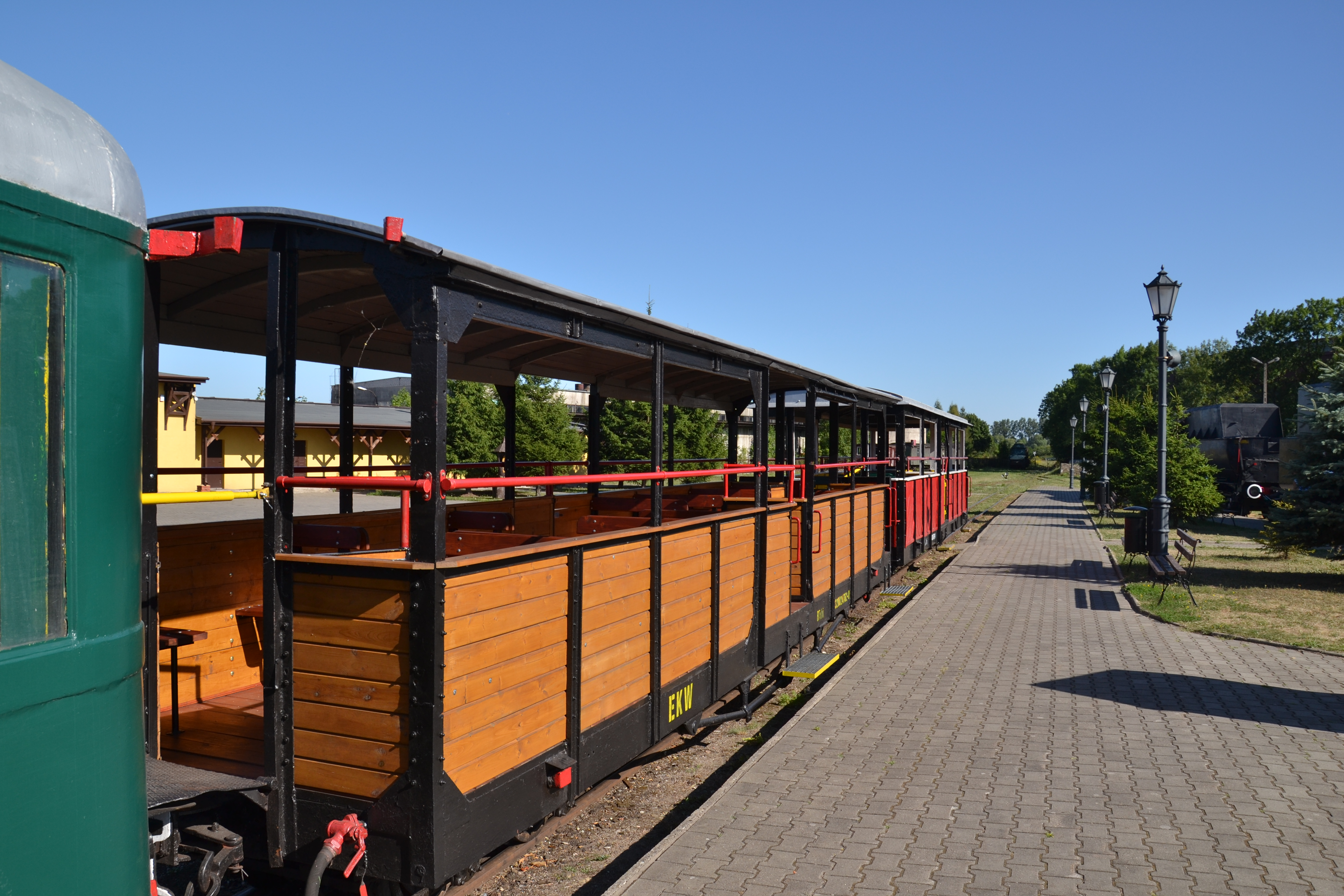
Wagon osobowy
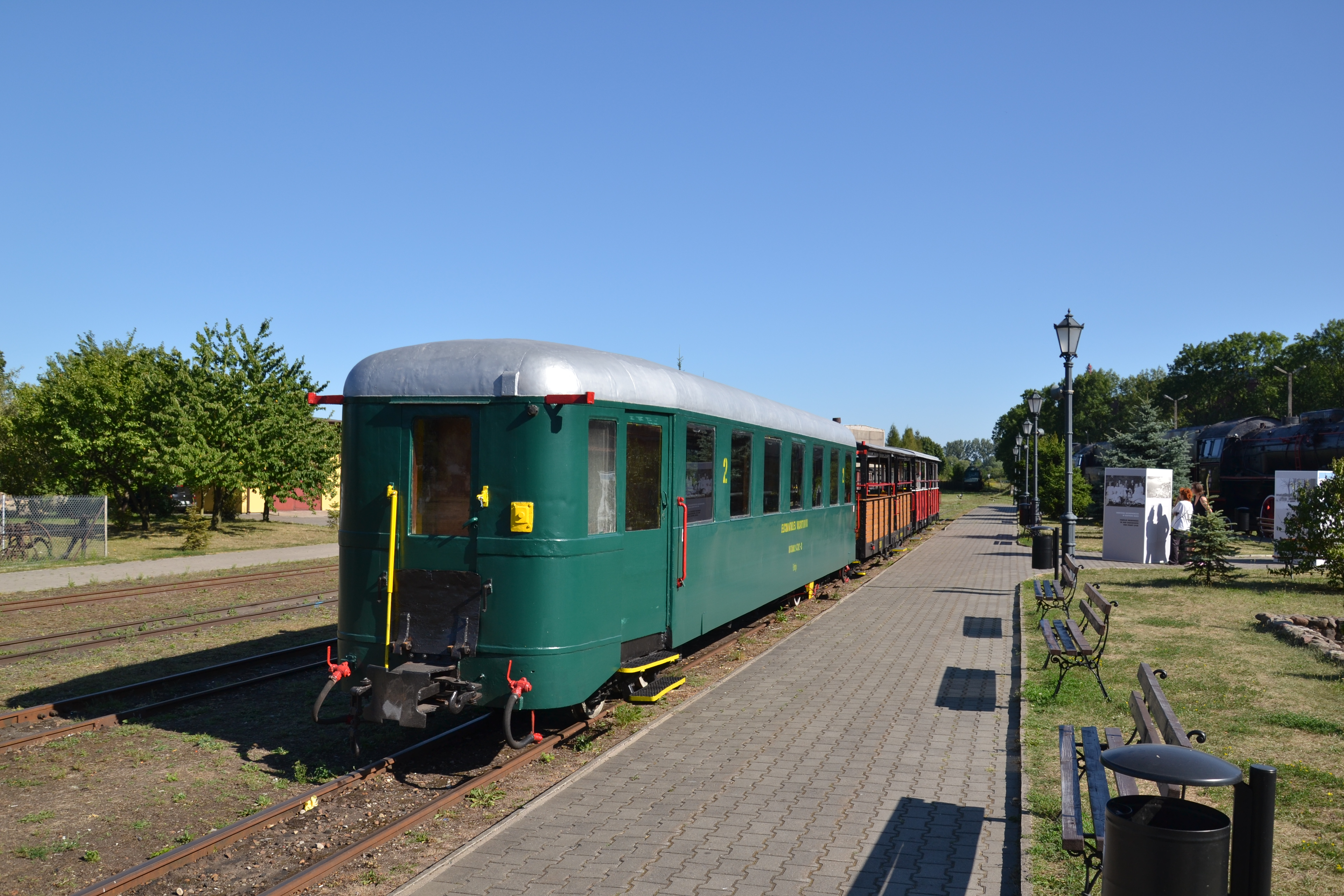
Wagon wąskotorowy Bxhpi na stacji w Ełku
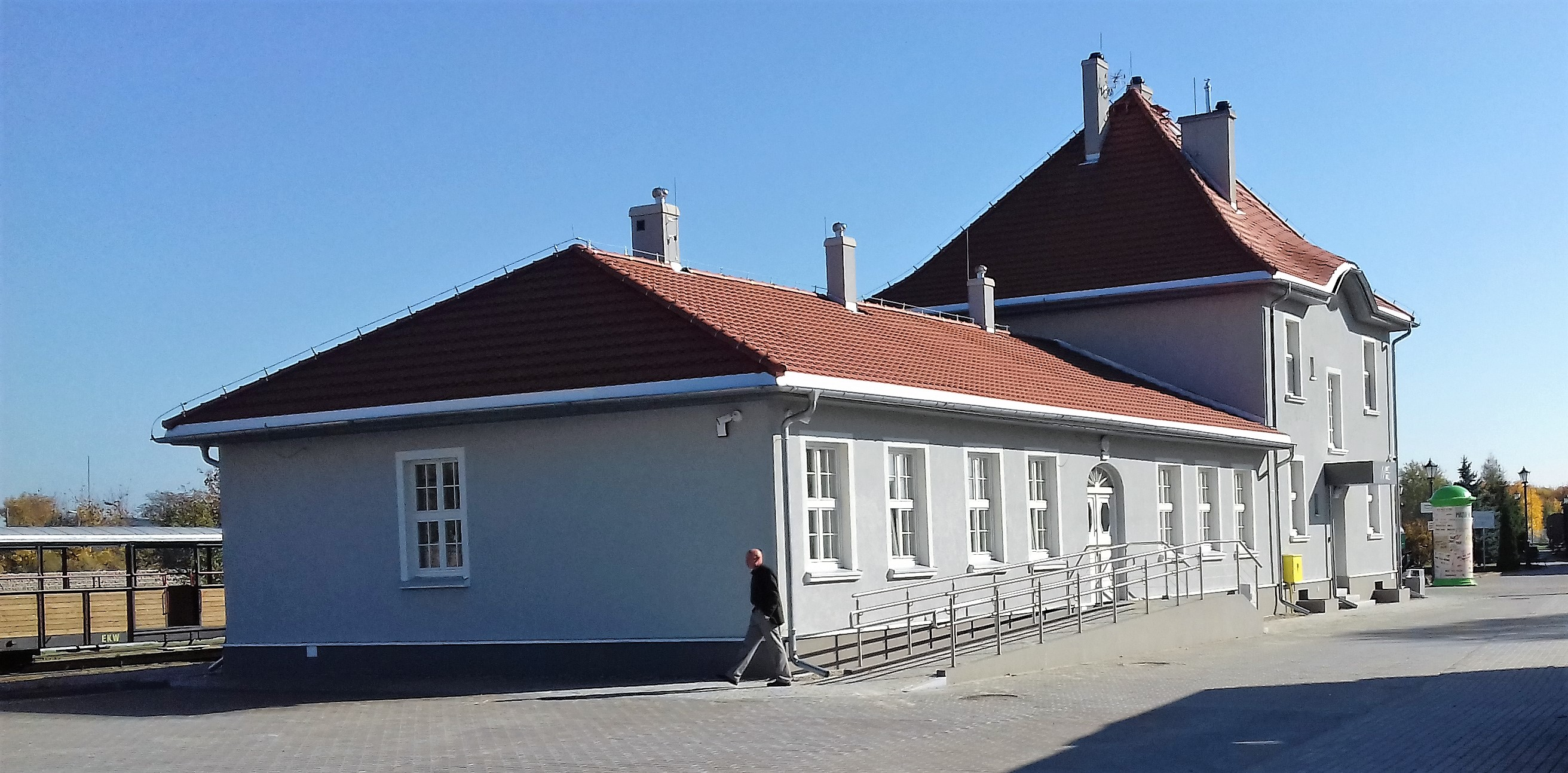
Siedziba Muzeum Historycznego w Ełku (dawny budynek dworca EKW, po remoncie zakończonym w 2018 roku)
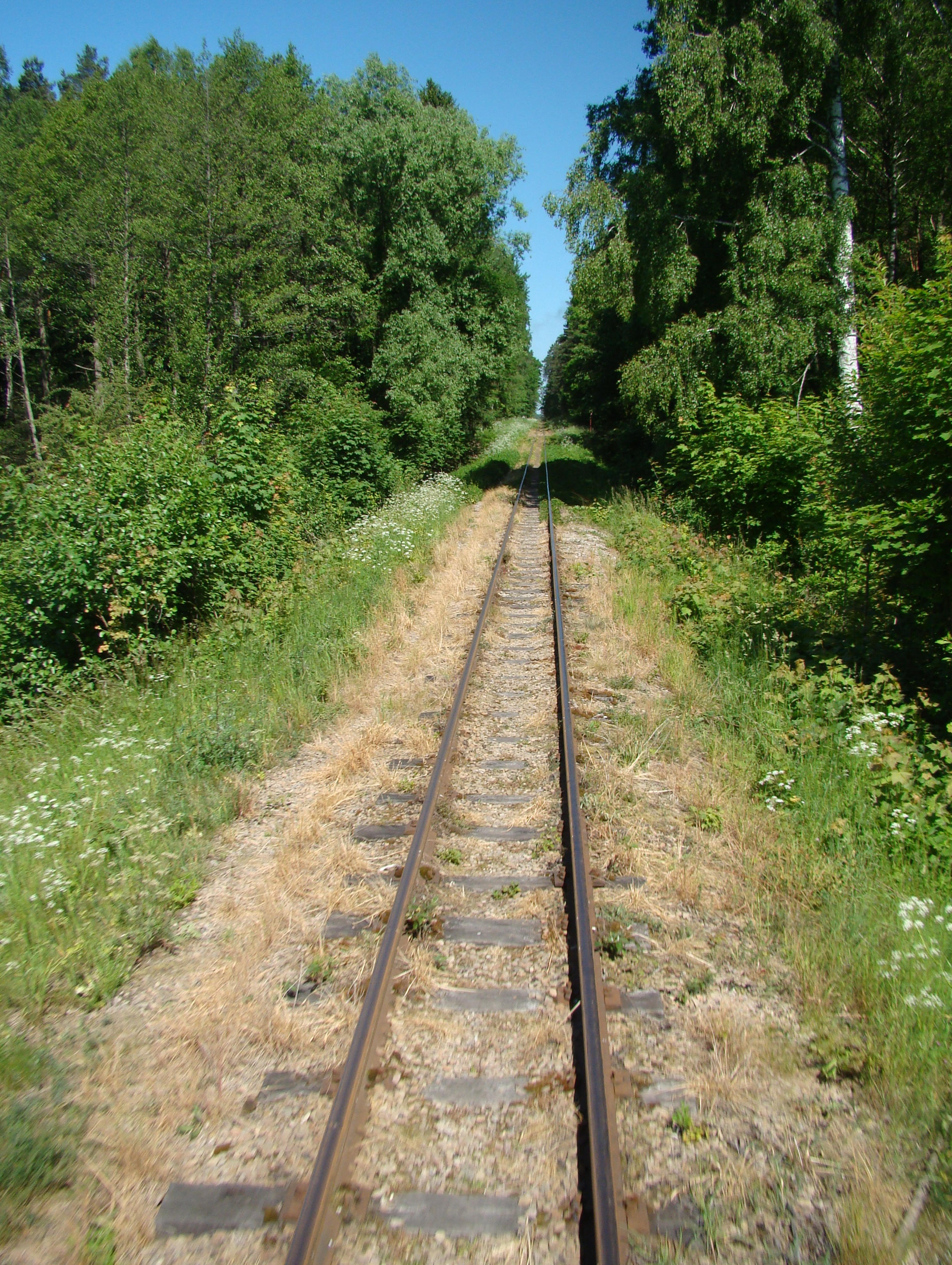
Szlak
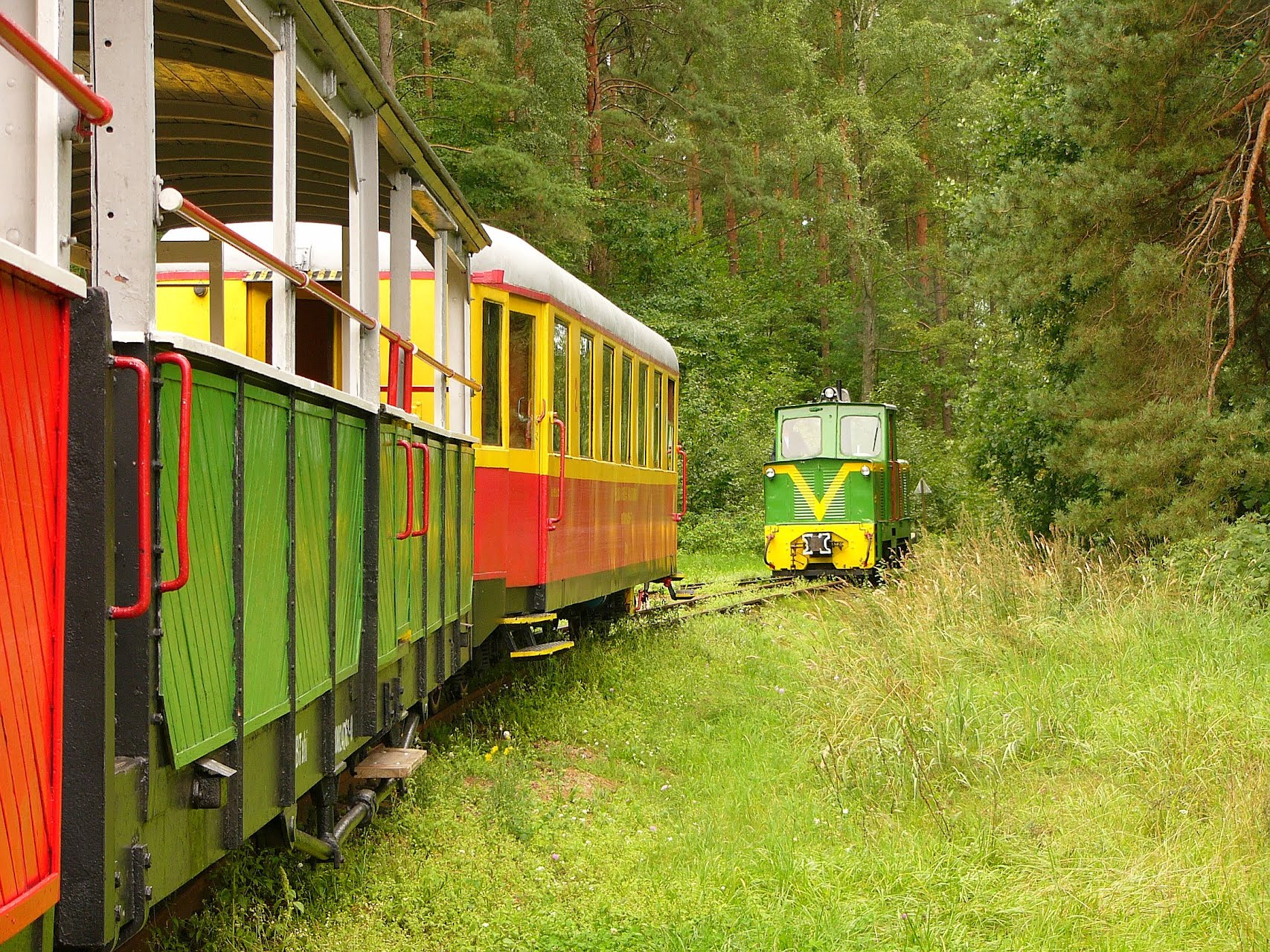
Manewry w Sypitkach.
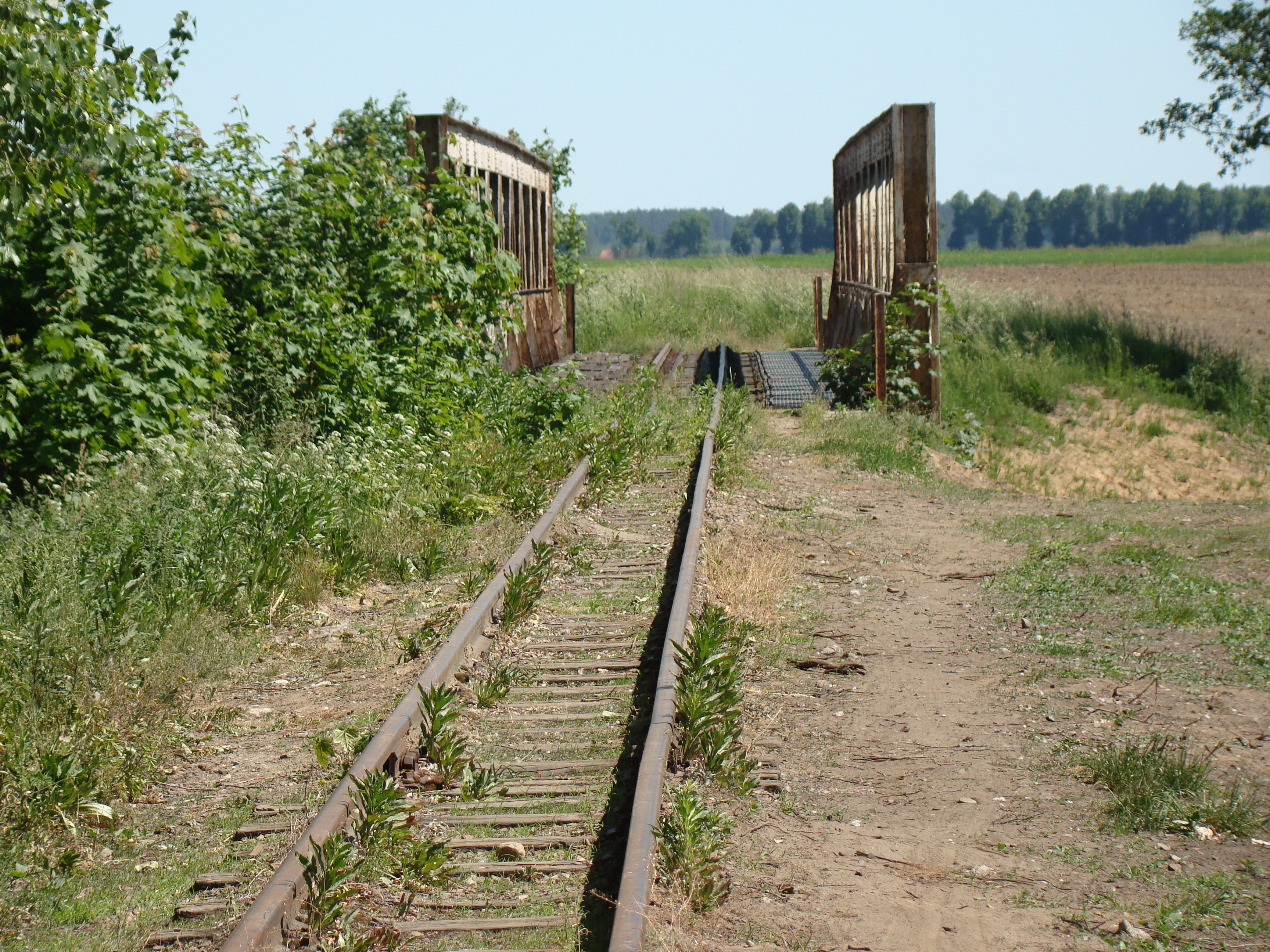
Szlak w Sypitkach